# Lasioglossum pictum
Lasioglossum pictum là một loài Hymenoptera trong họ Halictidae. Loài này được Crawford mô tả khoa học năm 1902.

## Hình ảnh

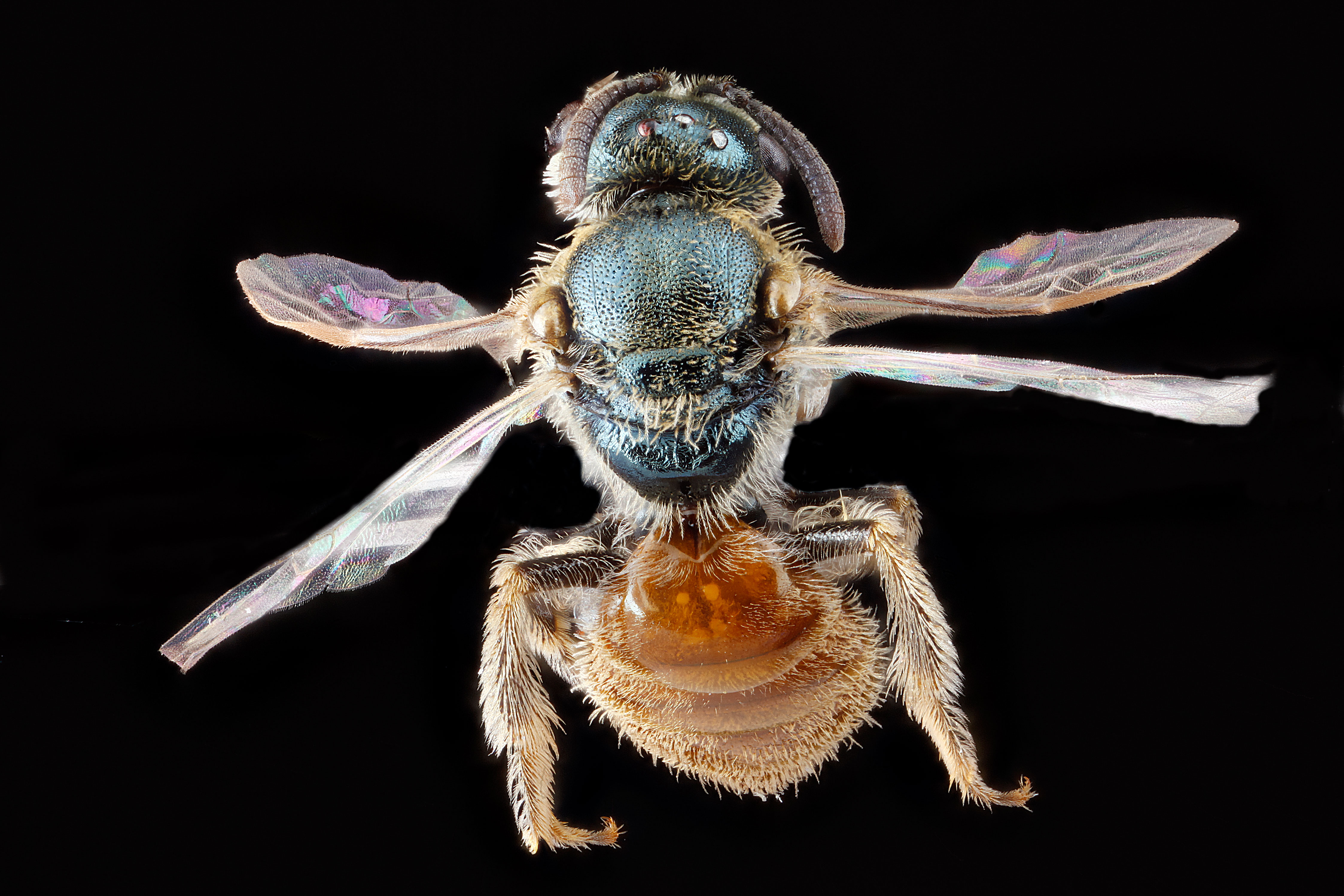